# Adenophora hubeiensis
Adenophora hubeiensis är en klockväxtart som beskrevs av Hong De-Yuan. Adenophora hubeiensis ingår i släktet kragklockor, och familjen klockväxter. Inga underarter finns listade i Catalogue of Life.